# Mercè Otero Vidal
Mercè Otero Vidal   (Barcelona, 25 de maig de 1947) és una catedràtica i professora de Llatí jubilada, feminista catalana i especialista en coeducació. El 2019 la Generalitat de Catalunya li va concedir la Creu de Sant Jordi.

## Trajectòria
Al marge de la seva activitat docent a la universitat també s'ha dedicat al llarg de la seva carrera a la formació del professorat i a l'assessorament a centres escolars sobre coeducació i innovació. Dins dels seminaris de Filosofia i Gènere i de Dones i Literatura de la Universitat de Barcelona, ha participat en nombroses trobades i grups de treball.
Professora de llengües clàssiques i crítica literària, és autora de diversos treballs sobre el paper de les dones al llarg de la història, així com traductora de textos llatins al català de Duoda, Christine de Pisan, Marie de Gournay, Sèneca i Gilles Ménage, entre d'altres.

### Activisme feminista
Com a activista feminista exerceix tasques de responsabilitat en el Centre de Documentació de Ca la Dona i en l'organització de l'Escola Feminista d'Estiu de la Xarxa Feminista.
Va participar en les Primeres Jornades Catalanes de la Dona i forma part del Consell de Dones de Barcelona, del Consell Nacional de Dones de Catalunya, del Consell Nacional LGTBI de Catalunya i del Consell Social de la Llengua Catalana.